# Daryl Richardson
Daryl Richardson (Jacksonville, 12 aprile 1990) è un giocatore di football americano statunitense che gioca nel ruolo di running back per i Pittsburgh Steelers della National Football League (NFL). Fu scelto nel corso del settimo giro (252º assoluto) del Draft NFL 2012 dai St. Louis Rams. Al college ha giocato a football ad Abilene Christian.

## Carriera

### St. Louis Rams
Richardson fu scelto nel corso del settimo giro del Draft NFL 2012 dai St. Louis Rams. Nel debutto da professionista, il 9 settembre nella settimana 1 contro i Detroit Lions, Richardson corse 20 yard su 2 tentativi. Nel turno successivo i Rams ottennero la prima vittoria stagionale vincendo 31-28 contro i Washington Redskins. Daryl giocò un'ottima partita guidando la squadra con 83 yard corse su 15 tentativi. Nella settimana 6, St. Louis perse contro i Miami Dolphins con Richardson che corse 76 yard su 11 tentativi. Nella sua stagione da rookie disputò tutte le 16 partite, nessuna delle quali come titolare, correndo 98 volte per 475 yard.
Il 16 maggio 2014, Richardson fu svincolato dai Rams.

### New York Jets
Poche ore dopo, Richardson firmò con i New York Jets.

## Statistiche
| Partite totali             | 24  |
| Partite totali da titolare | 3   |
| Yard su corsa              | 690 |
| Touchdown su corsa         | 0   |

Statistiche aggiornate alla stagione 2013